# Municipio de Concord (condado de Clinton)
El municipio de Concord (en inglés: Concord Township) es un municipio ubicado en el condado de Clinton en el estado estadounidense de Misuri. En el año 2010 tenía una población de 3027 habitantes y una densidad poblacional de 20,41 personas por km².

## Geografía
El municipio de Concord se encuentra ubicado en las coordenadas 39°34′54″N 94°25′25″O / 39.58167, -94.42361. Según la Oficina del Censo de los Estados Unidos, el municipio tiene una superficie total de 148.29 km², de la cual 147.67 km² corresponden a tierra firme y (0.42%) 0.62 km² es agua.

## Demografía
Según el censo de 2010, había 3027 personas residiendo en el municipio de Concord. La densidad de población era de 20,41 hab./km². De los 3027 habitantes, el municipio de Concord estaba compuesto por el 90.88% blancos, el 4.89% eran afroamericanos, el 0.79% eran amerindios, el 0.2% eran asiáticos, el 0.07% eran isleños del Pacífico, el 0.56% eran de otras razas y el 2.61% pertenecían a dos o más razas. Del total de la población el 2.28% eran hispanos o latinos de cualquier raza.